# Ulrico Zwingli
Huldrych Zwingli (/ˈhʊldriːç ˈt͡svɪŋli/), italianizzato in Ulrico Zwingli e Ulrico Zuinglio (/ˈd͡zwinɡljo/ o /d͡zuˈinɡljo/), (Wildhaus, 1º gennaio 1484 – Kappel am Albis, 11 ottobre 1531) è stato un teologo e militare svizzero, vissuto nel periodo della Riforma protestante e uno dei fondatori delle Chiese riformate svizzere.
Promosse importanti riforme religiose nel suo Paese, sul modello della Riforma di Martin Lutero. La sua proposta di riforma del cristianesimo ottenne prima il supporto della popolazione e delle autorità di Zurigo, coinvolgendo successivamente altri cinque cantoni svizzeri, mentre i rimanenti cinque rimasero fedeli alla Chiesa cattolica.
La sua interpretazione del cristianesimo propone un approccio ragionato alla fede, evidenziando un forte legame con il clima umanistico che attraversava l'Europa di allora. In questo senso, la teologia di Zwingli presenta alcune differenze rispetto all'impostazione data da Lutero, incentrata sulla tragica condizione umana corrotta dal peccato e sulla salvezza operata da Dio.

## Biografia

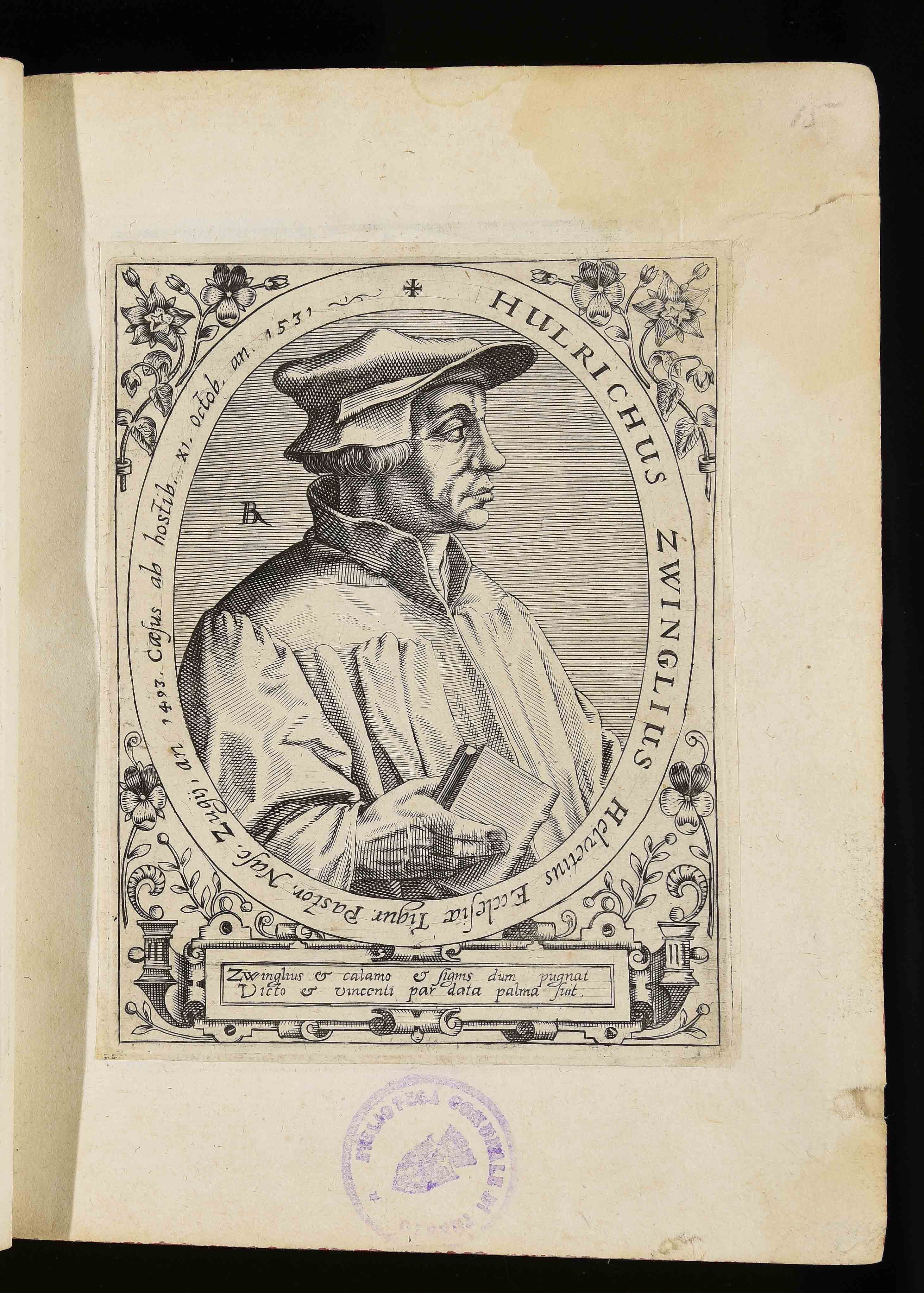

Zwingli nacque il 1º gennaio 1484, secondo di otto figli, a Wildhaus, nel cantone svizzero di San Gallo, da una famiglia benestante. Destinato a una vita ecclesiastica fu istruito inizialmente da un parente prete. Frequentò le scuole di Basilea e Berna. Studiò arti liberali (senza giungere alla teologia vera e propria) all'Università di Vienna (dal 1498) e poi teologia in quella di Basilea (dal 1502); nel 1506, conseguito il titolo di maestro in teologia, venne ordinato prete a Costanza. Seguì successivamente i mercenari svizzeri nella guerra della Lega di Cambrai sino alla battaglia di Marignano del 1515, come cappellano militare.
Esercitò poi il suo ministero come parroco a Glarona per un decennio e poi per un biennio a Einsiedeln, già allora famosa meta svizzera di pellegrinaggi. In quel periodo si avvicinò al pensiero di Erasmo da Rotterdam, ma elaborò presto la sua nuova concezione teologica a cui avrebbe cercato di dare applicazione durante la sua permanenza di 12 anni a Zurigo. Qui, dopo un periodo di predicazione, tra il 1524 e 1525, progettò una liturgia della Santa Cena in tedesco, che prevedeva la soppressione dei canti non biblici e addirittura di tutto l'accompagnamento strumentale.
In seguito alla disputa teologica del 19 maggio 1526 a Baden, tra la fazione cattolica rappresentata da Johannes Eck e quella zwingliana guidata da Giovanni Ecolampadio, le posizioni di Zwingli vennero condannate da Roma e il riformatore svizzero fu scomunicato da papa Clemente VII, con conseguente esclusione dalla Chiesa cattolica. Mentre nel 1530 furono respinte (Fidei ratio) ed escluse dal riconoscimento imperiale dalla Dieta di Augusta.

### L'esperienza riformatrice di Zwingli a Zurigo

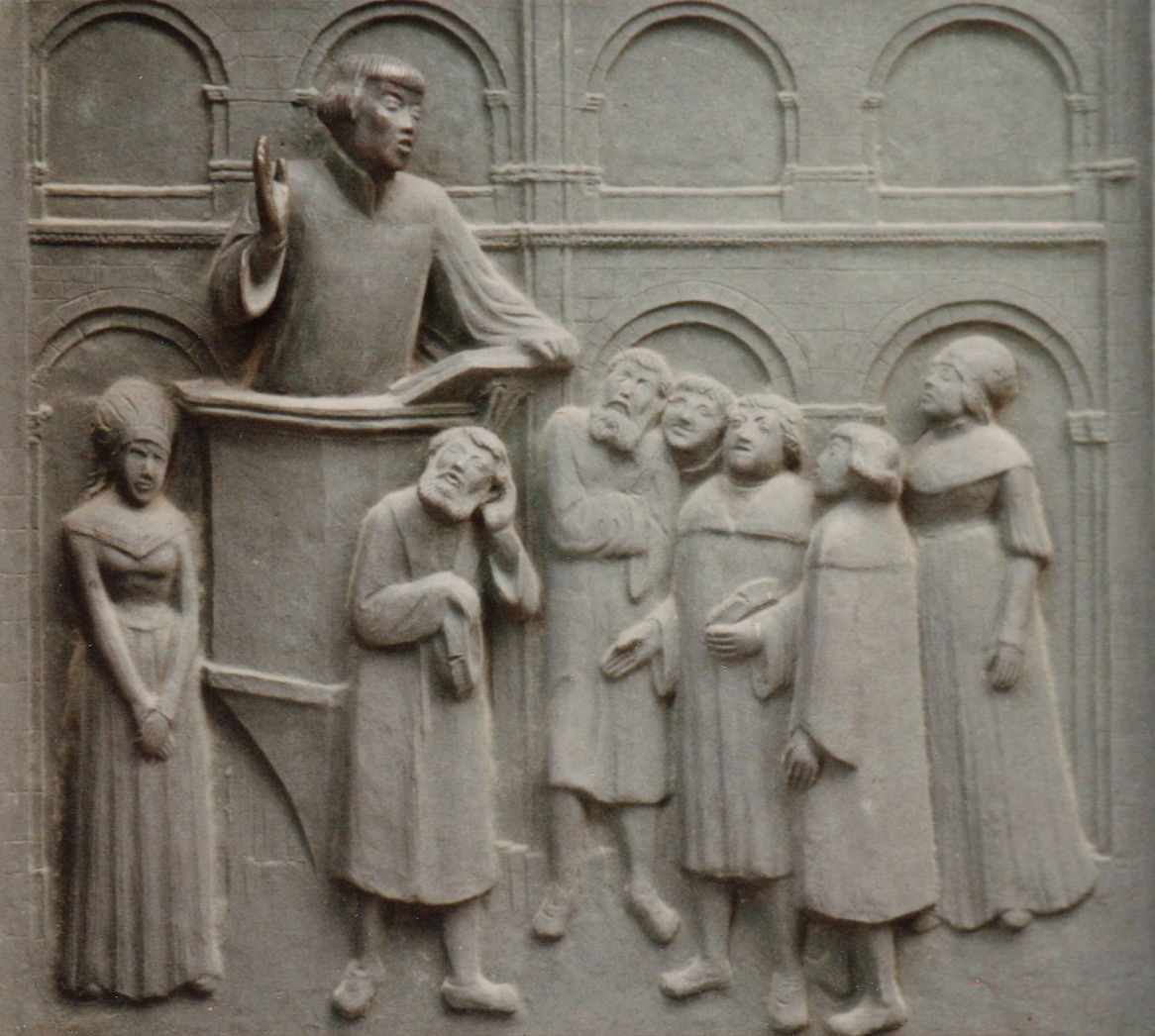
Bassorilievo di Zwingli nel portone di bronzo del duomo di Zurigo.

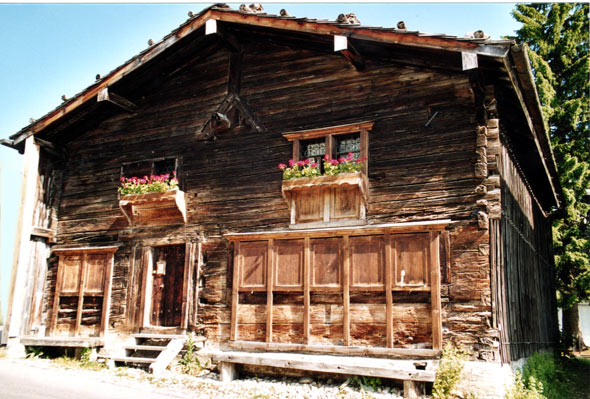
La casa natale di Zwingli a Wildhaus.

Zwingli venne scelto dal Capitolo come parroco del duomo di Zurigo, dove predica dal 1º gennaio 1519. Durante la quaresima del 1522 prende posizione sulla contesa sorta sul tradizionale digiuno, provocando la reazione del Vescovo. Dal consiglio cittadino venne indetta, per il 29 gennaio 1523, una disputa pubblica tra Zwingli ed il Vescovado di Costanza, rappresentato dal Vicario generale della diocesi. Ma alla disputa la parte cattolica si limitò a sostenere la tradizione. Mentre alla successiva del 26 ottobre, sulla messa ed il culto dei santi, neppure partecipò. Di conseguenza il Consiglio cittadino presieduto dal Magistrato,  sentita ed approvata l'esposizione della sua dottrina contenuta nelle Sessantasette tesi (scritte appositamente per la prima disputa e rielaborate nel luglio successivo), iniziò a riformare la vita ecclesiastica della città svizzera secondo le disposizioni sostenute dal predicatore, basando la predicazione solo sulle Scritture. Un terza disputa si tenne il 20 gennaio 1524. La Dieta svizzera espresse il proprio disaccordo per i processi di riforma ormai espliciti nel Cantone di Zurigo, ma il Consiglio cantonale proseguì per la sua strada.
La riforma della città venne completata nel 1525 con l'abolizione della messa cattolica e l'introduzione del culto riformato. Con l'intenzione di eliminare l'alone mistico e superstizioso dalla religione che andava formando, Zwingli fece rimuovere le immagini ritraenti la Madonna e i Santi, il cui culto fu proibito, e di pronunciare le predicazioni in lingua volgare; mentre faceva abolire il celibato ecclesiastico e chiudere i monasteri locali.
Gran parte della popolazione cittadina accettò i cambiamenti; tuttavia, vi furono agitazioni tra i contadini, i quali non trovavano giustificazione ai diritti attribuiti da sempre ai nobili nelle Scritture, e che strapparono un compromesso al governo; e tra gli anabattisti, che rifiutavano il battesimo dei bambini, accettato e praticato dalla chiesa di Zwingli. Questi ultimi offrirono una resistenza più dura dei cattolici alla riforma di Zwingli: nel 1526 i consigli cittadini condannarono tutti gli anabattisti di Zurigo alla morte per affogamento in quanto le loro dottrine vennero considerate eversive. In particolare, gli anabattisti rifiutavano il servizio militare e di giurare fedeltà alla loro città. Ciò fu considerato un rischio troppo grave di disgregazione dell'unità cittadina, soprattutto quando già si stavano muovendo le prime avvisaglie delle guerre di religione francesi. Da parte sua, Zwingli non fece alcun tipo di intervento per salvare o proteggere gli anabattisti zurighesi.
Tra il 1525 e il 1529 le istanze di riforma di Zwingli furono accolte anche a Costanza e a San Gallo, e nel 1528 egli si recò a Berna, dove ebbe un successo pari a quello ottenuto a Zurigo. Quindi ottenne l'appoggio di Biel, Mulhouse e Sciaffusa. Nel frattempo, tra il 1524 e il 1527 la riforma era penetrata nella Repubblica delle Tre Leghe (l'attuale Canton Grigioni, all'epoca uno stato indipendente sotto la protezione del vescovo di Coira): rapidamente fu proprio la dottrina di Zwingli a prendere il sopravvento, anche se rimasero ampie aree cattoliche (soprattutto Valtellina e Val Mesolcina), chiese di ispirazione luterana e piccole congregazioni anabattiste, ufficialmente proibite, ma poco perseguitate.
Nonostante le agitazioni sociali interne e il malcontento verso gli abusi del clero cattolico, i cantoni di Uri, Svitto, Untervaldo, Lucerna, Zugo e Friburgo rimasero fedeli alla Chiesa cattolica e si opposero fermamente all'ondata riformatrice. A Baden, nel 1526, si tenne un incontro tra i rappresentanti di Zwingli e i rappresentanti cattolici, che si risolse in un nulla di fatto. In seguito a questo evento, il riformatore persuase la città ad intervenire anche militarmente contro la lega dei Cantoni cattolici che volevano bloccare la diffusione della Riforma. Nel 1529 i cantoni cattolici si allearono pure con l'Austria nell'Unione Cattolica con la speranza di guadagnare l'aiuto di un vicino potente, ma non ricevettero effettiva assistenza. Con la mediazione di Berna, riluttante a provocare una guerra, si giunse così ad un compromesso, che i cattolici giudicarono sfavorevole alla loro parte.
Nel frattempo Zwingli acquistava un'autorità sempre maggiore e pure un certo potere politico in città. Nel 1529 ebbe un faccia a faccia con Lutero a Marburgo, su invito del langravio d'Assia. Essi cercarono una posizione comune per portare avanti la stessa riforma e promuovere una lega coi protestanti tedeschi. L'unico ostacolo presente nei quindici argomenti discussi furono la differente concezione della Santa Cena. Nessuno cedette la propria posizione e si lasciarono senza un accordo.
Nel 1529-1530 i riformati elvetici iniziarono a sentirsi accerchiati da un complotto cattolico, che considerarono manifesto quando il Marchese di Musso invase la Valtellina (all'epoca in mano ai Grigioni). I cantoni riformati e i Grigioni risposero con una contro-invasione, trovando inaspettatamente un alleato in Francesco II Sforza, duca di Milano. I cantoni cattolici al contrario si mostrarono favorevoli al Marchese di Musso, anche se non inviarono che pochi "osservatori" e non mossero le truppe. Comunque non tennero fede ai patti di alleanza che li avrebbero dovuti legare, al pari degli altri cantoni, all'alleato grigione. Ciò creò numerosi punti di attrito tra cattolici e riformati, soprattutto nei cantoni dove esistevano comunità cattoliche. I tredici cantoni della Svizzera si divisero tra le due posizioni, ma non in modo pacifico.

### Morte
La politica intransigente di Zwingli nei confronti dei cantoni cattolici ebbe come conseguenza un nuovo ritorno alle armi: il 9 ottobre 1531 i cantoni cattolici dichiararono guerra a Zurigo e marciarono verso Kappel. I cantoni protestanti stavolta erano impreparati a tale mossa.
Zwingli radunò un esercito all'ultimo momento e scese in campo personalmente, con gli altri pastori, ma il suo esercito perse. Zwingli, che era cappellano e portabandiera delle truppe che lo sostenevano, fu ferito nella battaglia di Kappel, avvenuta l'11 ottobre 1531, e riconosciuto, ucciso dai cattolici vittoriosi, i quali diedero  alle fiamme le sue spoglie quale eretico e traditore.

La Chiesa di Zurigo e la sua dottrina riformata furono affidate alla guida di Enrico Bullinger, pastore di Bremgarten, grazie al quale la riforma di Zwingli si consolidò, accrescendo il ruolo di Zurigo nel cristianesimo riformato. Un monumento a Zwingli fu poi collocato all'interno della Chiesa di San Pietro a Zurigo, dal momento che il corpo non fu mai ritrovato.

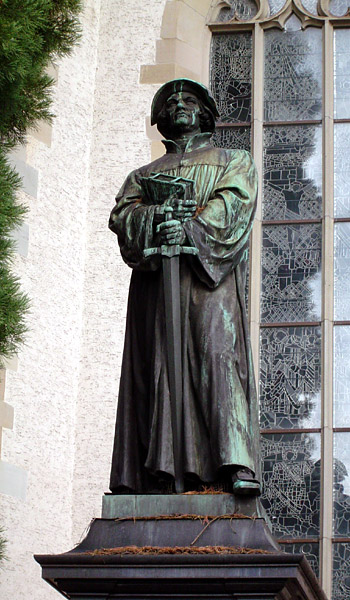
Monumento dedicato a Zwingli a Zurigo.

## Dottrina
Dopo la sua morte, la Riforma protestante in Svizzera si attestò soprattutto nelle città a nord delle Alpi (e nella zona rurale dei Grigioni, che allora non faceva parte della Confederazione elvetica): la Svizzera è tuttora divisa tra cantoni cattolici e cantoni protestanti.
La dottrina di Zwingli si può riassumere in questi punti:
- superiorità delle Sacre Scritture rispetto alla Tradizione ecclesiastica;
- rifiuto dell'autorità papale;
- confutazione del conciliarismo;
- coinvolgimento attivo all'interno della società (il cosiddetto Vangelo sociale).

In qualche modo, anche i Quaccheri e i Battisti di oggi possono essere visti come continuatori delle istanze di Zwingli.

### Caratteri della riforma di Zwingli
Zwingli pervenne a conclusioni simili a quelle di Lutero studiando le Sacre Scritture dal punto di vista di uno studioso umanista. Corrispondente ed amico di Erasmo da Rotterdam, proponeva per il cristiano un approccio "senza commenti" (sine glossa) al Vangelo. Egli riconduceva la possibilità della salvezza dell'uomo all'onnipotenza divina, ammettendo il concetto luterano della predestinazione, ma riconosceva negli uomini illuminati dalla Grazia la dignità attribuita in tempi recenti dagli umanisti (ad esempio Lorenzo Valla e lo stesso Erasmo) al genio umano.

## Opera principale
- Commentarius de vera et falsa religione (1525)

### Biografie
- Fritz Schmidt-Clausing, Zwingli. Riformatore, teologo e statista della Svizzera tedesca, Claudiana, Torino 1978.

### Opera omnia
- Huldreich Zuinglio, Sämtliche Werke, a cura di E. Egli (Corpus Reformatorum, voll. 88), Berlino-Lipsia-Zurigo, 1905

### Traduzioni italiane
- Ulrico Zwingli, Scritti teologici e politici, a cura di Ermanno Genre, Claudiana, Torino 1985.
- Ulrico Zwingli, Breve istruzione cristiana, a cura di Bernard Roussel, Meynier, Torino 1988.
- Ulrico Zwingli, Scritti pastorali, a cura di Ermanno Genre e Fulvio Ferrario, Claudiana, Torino 1996.
- Ulrico Zwingli, La provvidenza di Dio, a cura di Ermanno Genre, Claudiana, Torino 2004.
- Un sermone su Maria in Emidio Campi, Via Antiqua, umanesimo e riforma. Zwingli e la Vergine Maria, Meynier, Torino 1986.
- Breve scelta di testi in: Grande antologia filosofica, Milano, 1964.